# لوسي تايلور
لوسي تايلور (بالإنجليزية: Lucy Taylor)‏ هي كاتِبة أمريكية، ولدت في 1950.

## وصلات خارجية
- الموقع الرسمي